# Florina Pierdevară

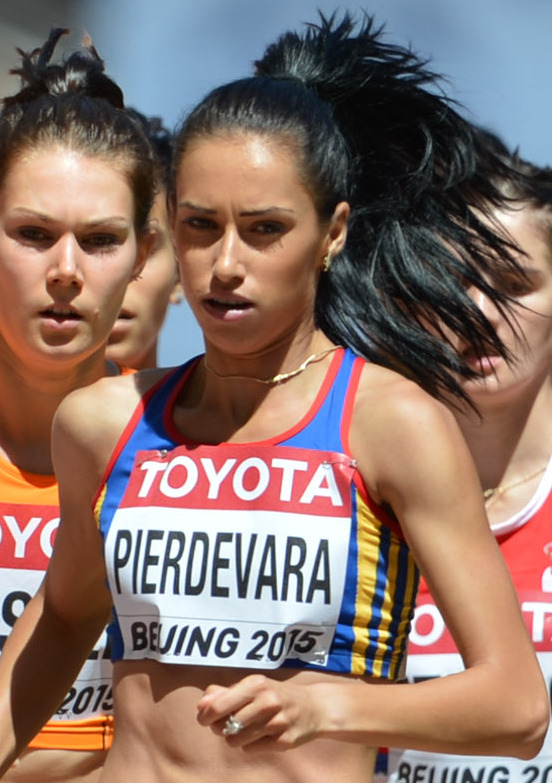
La CM din 2015

Florina Ștefana (născută Pierdevară, n. 29 martie 1990, Craiova, România) este o alergătoare de semifond specializată în probele de 800 metri și 1500 metri.

## Carieră
La Campionatul European în sală din 2015 a obținut locul 9 la proba de 1500 m. În același an, la Jocurile Militare din de la Mungyeong, în Coreea de Sud, a cucerit o medalie de bronz cu timpul de 4,07,93 (record personal) și s-a clasat pe locul 4 la proba de 800 m cu timpul de 2.00,91 (record personal). Astfel a făcut baremul de calificare la 800 m pentru Jocurile Olimpice din 2016. La Rio de Janeiro a luat startul în probele de 800 și 1500 m dar nu a reușit să se califice în finale.

## Realizări
| An   | Competiție                                 | Locație                  | Loc | Eveniment | Note     |
| ---- | ------------------------------------------ | ------------------------ | --- | --------- | -------- |
| 2007 | Campionatul Mondial de Juniori (sub 18)    | Ostrava, Cehia           | 9   | 800 m     | 2:06,60  |
| 2007 | Festivalul Olimpic al Tineretului European | Belgrad, Serbia          | 1   | 800 m     | 2:07,41  |
| 2008 | Campionatul Mondial de Juniori (sub 20)    | Bydgoszcz, Polonia       | 22  | 800 m     | 2:09,55  |
| 2009 | Campionatul European de Juniori (sub 20)   | Novi Sad, Serbia         | 16  | 1500 m    | 4:26,16  |
| 2011 | Campionatul European de Tineret (sub 23)   | Ostrava, Cehia           | 18  | 1500 m    | 4:21,30  |
| 2013 | Universiada                                | Kazan, Rusia             | 9   | 1500 m    | 4:21,85  |
| 2014 | Campionatul Mondial de Ștafete             | Nassau, Bahamas          | 6   | 4×800 m   | 8:23,12  |
| 2014 | Campionatul Mondial de Ștafete             | Nassau, Bahamas          | 4   | 4×1500 m  | 8:23,12  |
| 2014 | Campionatul European                       | Zürich, Elveția          | 20  | 800 m     | 17:51,48 |
| 2015 | Campionatul European în sală               | Praga, Cehia             | 9   | 1500 m    | 4:17,05  |
| 2015 | Campionatul Mondial                        | Beijing, China           | 30  | 1500 m    | 4:13,76  |
| 2015 | Jocurile Mondiale Militare                 | Mungyeong, Coreea de Sud | 4   | 800 m     | 2:00,91  |
| 2015 | Jocurile Mondiale Militare                 | Mungyeong, Coreea de Sud | 3   | 1500 m    | 4:14,94  |
| 2016 | Campionatul European                       | Amsterdam, Olanda        | 16  | 800 m     | 2:02,75  |
| 2016 | Campionatul European                       | Amsterdam, Olanda        | 13  | 1500 m    | 4:12,37  |
| 2016 | Jocurile Olimpice                          | Rio de Janeiro, Brazilia | 49  | 800 m     | 2:03,32  |
| 2016 | Jocurile Olimpice                          | Rio de Janeiro, Brazilia | 29  | 1500 m    | 4:11,55  |
| 2019 | Jocurile Mondiale Militare                 | Wuhan, China             | 6   | 800 m     | 2:09,84  |
| 2019 | Jocurile Mondiale Militare                 | Wuhan, China             | 6   | 1500 m    | 4:29,44  |

## Recorduri personale
| Probă          | Performanță | Dată              | Locație            |
| -------------- | ----------- | ----------------- | ------------------ |
| 800 m          | 2:00,91     | 5 octombrie 2015  | Mungyeong          |
| 1500 m         | 4:07,95     | 7 iulie 2015      | Lignano Sabbiadoro |
| 800 m în sală  | 2:04,12     | 15 februarie 2015 | București          |
| 1500 m în sală | 4:16,01     | 21 februarie 2015 | Istanbul           |